# Campeonato Paulista de Futebol de 1930
O Campeonato Paulista de Futebol de 1930 foi a 18.ª edição do campeonato organizado pela APEA, jogado pelos clubes paulistas filiados a esta associação. É reconhecido como legítima edição do Campeonato Paulista de Futebol pela FPF.. Teve o Corinthians como campeão.
O artilheiro foi Feitiço, do Santos, com 37 gols.

## História
O fato marcante desse campeonato, além do tricampeonato do Corinthians, ficou por conta da estreia de 2 reconhecidos times paulistanos: O São Paulo, conhecido na época por São Paulo da Floresta, que havia sido fundado naquele mesmo ano, fruto da união entre antigos sócios do Paulistano e da Associação Atlética das Palmeiras, que haviam abandonado o esporte. E a estreia do Clube Atlético Juventus, o Juventus da Mooca, clube fundado em 1924 pelos italianos da zona leste da cidade, que lutavam para chegar a elite do futebol Paulista, e conquistaram seu objetivo em 1930.

### A reunificação do futebol Paulista

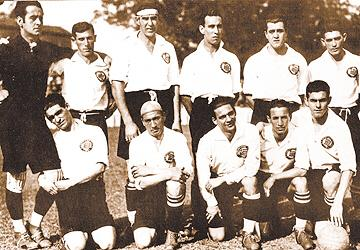
Time do Corinthians que conquistou o tricampeonato em 1930

Após 4 anos, o Futebol Paulista volta a ter um único organizador e um único campeonato. Na disputa entre a Liga dos Amadores de Futebol e a Associação Paulista de Esportes Atléticos, a Liga pró profissionalismo venceu, em muito graças à atuação decisiva do jornalista Cásper Líbero. Tão logo houve a pacificação, São Bento, Internacional e Germânia pediram a filiação à APEA, sendo aceitos. Já o Paulistano desistiu do modelo de Futebol que se impunha, fechou seu departamento de futebol para competições e extinguiu a Liga que havia criado. Por fim, em 1933 o profissionalismo no futebol é oficializado em São Paulo.

## Disputa
Corinthians e Santos chegaram na última rodada empatados com 40 pontos na liderança, e coincidentemente jogariam entre si na rodada decisiva. Quem vencesse seria o campeão. O São Paulo, que fora fundado e estreava naquele mesmo ano, tinha 39 pontos, e torcia por um empate entre os alvinegros, pois se vencesse seu último jogo, forçaria triangular desempate.
Mesmo jogando na Vila Belmiro, o Corinthians venceu o Santos por 5 a 2 sagrou-se tricampeão paulista. São Paulo e Palestra Itália ultrapassaram o Santos na classificação.

### Jogo decisivo
| 4 de janeiro de 1931 | Santos           | 2-5 | Corinthians                         | Estádio Urbano Caldeira                      |
| 16h00                | Feitiço · Victor |     | Filó · Napoli · Gambinha · De Maria | Público: 20,000 Árbitro: Victorino Silvestre |

SANTOS: Athiê; Aristides, Meira, Oswaldo e Hugo; Alfredo, Omar, Camarão e Feitiço; Victor e Evangelista. Técnico: Ramón Platero.
CORINTHIANS: Tuffy; Grané, Del Debbio, Leone e Guimarães; Munhoz, Filó, Napoli e Gambinha; Rato e De Maria. Técnico: Virgílio Montarini.

## Premiação
| Campeão Paulista de 1930 |
| ------------------------ |
| CORINTHIANS (8º título)  |

## Classificação final
| Classificação - Final | Classificação - Final | Classificação - Final | Classificação - Final | Classificação - Final | Classificação - Final | Classificação - Final | Classificação - Final | Classificação - Final | Classificação - Final |
| Time | Time                  | PG                    | J                     | V                     | E                     | D                     | GP                    | GC                    | SG                    |
| --- | --------------------- | --------------------- | --------------------- | --------------------- | --------------------- | --------------------- | --------------------- | --------------------- | --------------------- |
| 1 | Corinthians           | 42                    | 26                    | 19                    | 4                     | 3                     | 94                    | 33                    | 61                    |
| 2 | São Paulo             | 41                    | 26                    | 16                    | 9                     | 1                     | 77                    | 27                    | 50                    |
| 3 | Palestra Itália       | 40                    | 26                    | 18                    | 6                     | 2                     | 83                    | 28                    | 53                    |
| 4 | Santos                | 40                    | 26                    | 18                    | 4                     | 4                     | 80                    | 38                    | 42                    |
| 5 | Portuguesa            | 30                    | 26                    | 13                    | 4                     | 9                     | 67                    | 56                    | 11                    |
| 6 | Guarani               | 29                    | 26                    | 13                    | 3                     | 10                    | 66                    | 52                    | 14                    |
| 7 | Internacional         | 25                    | 26                    | 10                    | 5                     | 11                    | 45                    | 43                    | 2                     |
| 8 | Sírio                 | 23                    | 26                    | 10                    | 3                     | 13                    | 65                    | 60                    | 5                     |
| 9 | Atlético Santista     | 22                    | 26                    | 9                     | 4                     | 13                    | 53                    | 65                    | - 12                  |
| 10 | Juventus              | 21                    | 26                    | 10                    | 1                     | 15                    | 39                    | 61                    | - 22                  |
| 11 | América               | 16                    | 26                    | 7                     | 2                     | 17                    | 33                    | 73                    | - 40                  |
| 12 | Germânia              | 13                    | 26                    | 6                     | 1                     | 19                    | 44                    | 79                    | - 33                  |
| 13 | São Bento             | 11                    | 26                    | 4                     | 3                     | 19                    | 34                    | 94                    | 60                    |
| 14 | Ypiranga              | 9                     | 26                    | 3                     | 3                     | 20                    | 29                    | 100                   | 71                    |
| PG - pontos ganhos; J - jogos; V - vitórias; E - empates; D - derrotas; GP - gols pró; GC - gols contra; SG - saldo de gols |                       |                       |                       |                       |                       |                       |                       |                       |                       |

- Mais informações sobre esse campeonato pode ser visto no Timãopédia: http://www.timaoweb.com.br/timaopedia /index.php?title=Campeonato_Paulista_1930